# One More Car, One More Rider
Albums de Eric Clapton
Reptile
(2001) Me and Mr. Johnson
(2004)
One More Car, One More Rider est un double album blues rock d'Eric Clapton enregistré lors de sa tournée mondiale en 2001.
Il permet une bonne approche de l’ensemble de la carrière de Clapton en reprenant de nombreux classiques tels Tears in Heaven, Cocaine, Wonderful Tonight, Layla, Sunshine of Your Love ou encore Badge composée avec la complicité de son ami George Harrison. Dans cet album on peut entre autres retrouver des chansons extraites du disque Pilgrim de 1998, telles que Going Down Slow, River of Tears, She's Gone et My Father's Eyes. Il existe une version sans la chanson de Billy Preston Will it go round in circles sur le deuxième CD, ce qui donne 9 pièces au lieu de 10, pour un total de 19 chansons plutôt que 20.

## Disque 1
1. Key to the Highway (Broonzy, Segar) – 3:41
2. Reptile (Clapton) – 5:59
3. Got You On My Mind (Biggs, Thomas) – 3:51
4. Tears in Heaven (Clapton, Will Jennings) – 4:34
5. Bell Bottom Blues (Clapton) – 5:02
6. Change the World (Gordon Kennedy, Wayne Kirkpatrick, Tommy Sims) – 6:16
7. My Father's Eyes (Clapton) – 8:34
8. River of Tears (Clapton, Simon Climie) – 8:59
9. Going Down Slow (Saint Louis Jimmy) – 5:34
10. She's Gone (Clapton, Climie) – 6:58

## Disque 2
1. I Want a Little Girl (Mencher, Moll) – 4:38
2. Badge (Clapton, George Harrison) – 6:02
3. (I'm Your) Hoochie Coochie Man (Willie Dixon) – 4:30
4. Have You Ever Loved a Woman (Billy Myles) – 7:53
5. Cocaine (J.J. Cale) – 4:20
6. Wonderful Tonight (Clapton) – 6:42
7. Layla (Clapton, Jim Gordon) – 9:16
8. Will It Go Round in Circles (Billy Preston, Bruce Fisher) – 3:41
9. Sunshine of Your Love (Peter Brown, Jack Bruce, Clapton) – 7:11
10. Over the Rainbow (Harold Arlen, E. Y. Harburg) – 6:33

## Musiciens
- Eric Clapton : chant, guitare
- Andy Fairweather-Low : guitare, chœurs
- David Sancious : piano, melodica, claviers, guitare, chœurs
- Billy Preston : , orgue Hammond B3, claviers, chœurs
- Greg Phillinganes : orgue Hammond B3, claviers, synthétiseurs
- Nathan East : basse, chœurs
- Steve Gadd : batterie